# Belcrum Beach
Belcrum Beach is een stadsstrand gelegen aan de Mark in het Havenkwartier van Breda, nabij het skatepark Pier15. Het strand is jaarlijks toegankelijk van medio april tot medio oktober. Belcrum Beach beschikt over een paviljoen, een podium voor optredens en twee bars. Het strand organiseert regelmatig evenementen zoals livemuziek, dj-optredens en festivals. 

## Organisatie
Belcrum Beach wordt beheerd door Stichting Belcrum Beach, met de steun van een groep vrijwilligers. De organisatie beschikt over drie parttime betaalde beheerders en ongeveer tachtig vrijwilligers. Vrijwilligers draaien doorgaans twee dagdelen per maand dienst en krijgen voor elk gewerkt uur één consumptiemunt, die kan worden gebruikt tijdens evenementen.

## Geschiedenis

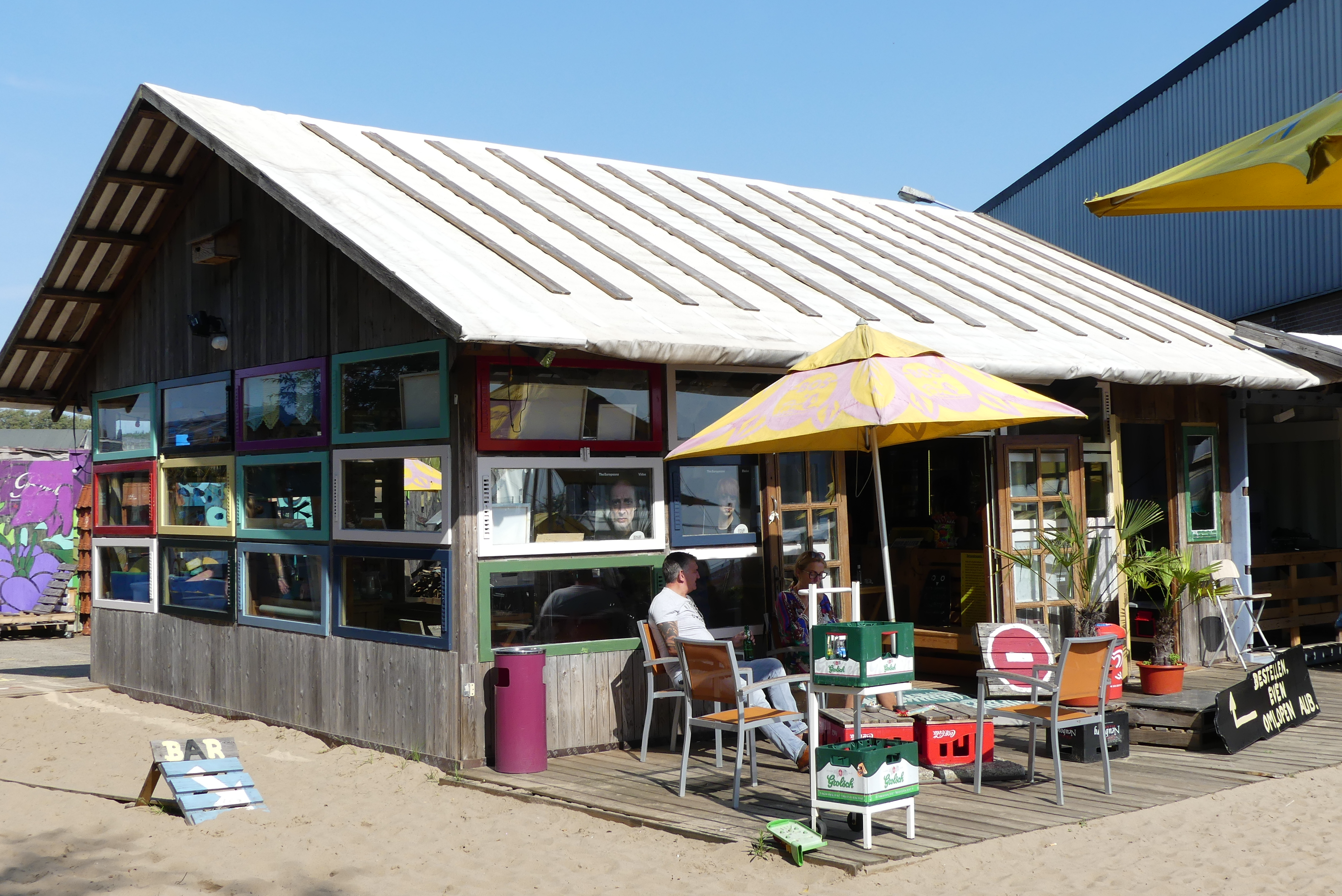
Het paviljoen van Belcrum Beach.

Belcrum Beach werd in 2013 opgericht uit een initiatief van Stichting Braak, die braakliggende terreinen in Breda een nuttige invulling wilde geven. Het strand, gelegen op het voormalige Mammoetterrein aan de Veilingkade, is aangelegd op een terrein waar voorheen treinwagons werden geladen en gelost. Belcrum Beach werd op 3 mei 2013 geopend door de Bredase wethouder van cultuur Selçuk Akinci. In dit jaar waren er al ongeveer zeventig vrijwilligers betrokken bij het project.
De constructies op het terrein zijn vervaardigd uit restmaterialen; zo is het dak van het paviljoen afkomstig van een oud vrachtwagenzeil en is bijna al het hout afkomstig van oude pallets.
In 2017 werd Stichting Belcrum Beach opgericht, waarbij drie betaalde beheerders werden aangesteld om de organisatie van het groeiende stadsstrand te professionaliseren en het team van tachtig vrijwilligers aan te sturen. Het jaar daarop, in 2018, werd Frank Zijlmans benoemd tot nieuwe bestuursvoorzitter. In datzelfde jaar werd ook het eigen bier van Belcrum Beach, genaamd Belcrum Beach Witke, geïntroduceerd, gebrouwen door Brouwerij Frontaal.
In 2019 opende Belcrum Beach haar zevende seizoen met een tweede buitenbar, een uitgebreider podium en een nieuwe locatie voor restaurant Mies en Plage.
In 2023 liep de gebruikersovereenkomst met de gemeente af, waardoor de toekomst van Belcrum Beach onzeker werd. Er was bezorgdheid dat de grond verkocht zou worden aan projectontwikkelaars. De gemeente heeft echter toegezegd dat Belcrum Beach in ieder geval tot 2026 op de huidige locatie kan blijven.